# Castell de Creixenturri
El castell de Creixenturri és un castell situat a Creixenturri, al municipi de Camprodon a la localitat de la Ral.
Actualment en queden les restes dels fonaments en forma de ruïnes parcialment tapades per la massa boscosa. Ens hi podem apropar a través del camí que des de l'església del Remei, puja a Sant Antoni.
Tot i que algunes fonts atribueixen l'origen del castell al segle viii per defensar el pas de Les Rocasses, no és fins al segle xiii que queda documentada la seva reconstrucció pel noble Albert de Sant-romà. Aquest el rebé en franc alou del rei Jaume I el 1245, amb la condició de refer-ne les muralles. Cèsar August Torras proposa però que fou en son origen una torre sepulcral romana, Turris Crescentis, la que donà nom a la contrada (Creixenturri) i que posteriorment, en el segle viii fou convertida en torre-guaita o bé de defensa.
L'any 1265, Ramon de Puigpardines, ex vicari regi del vescomtat de Bas, comprà el castell juntament amb altres propietats del lloc. Els seus descendents, emparentats amb la nissaga de Cruïlles, entraren en un litigi amb el rei Pere III, ja que aquest en reclamava els drets com a feu. L'any 1360, Pere III vengué a carta de gràcia el castell al matrimoni Cruïlles, amb els imperis i la jurisdicció criminal, reconeixent també la donació que Jaume I havia fet del castell.
Durant el segle xiv, després de diversos enderrocaments, el castell fou eixamplat i s'hi construí una capella en honor de la Mare de Déu de Creixenturri.
El 1381 el matrimoni Cruïlles (Gilabert de Cruïlles i sa muller Elvira de Puigpardines) el vengué amb tots els altres béns i drets de Creixenturri a Ramon de Vallmanya, abat del monestir de Sant Joan de les Abadesses.
Els terratrèmols dels anys 1427-1428 iniciaren la ruïna definitiva del castell. El 1554 el virrei marquès de Tarifa manà destruir el castell que, abandonat i mig enderrocat, s'havia convertit en un amagatall de bandolers durant les lluites entre nyerros i cadells. Amb l'enderroc del castell es trasllada la imatge de la Mare de Déu a l'església de Sant Cristòfol, al pla on avui hi ha l'església del Remei.
A l'altre costat del Ter, també defensant el pas de les Rocasses, trobem Torre Cavallera.